# Нахимов, Павел Степанович
Па́вел Степа́нович Нахи́мов (23 июня [5 июля] 1802, сельцо Городок, Вяземский уезд, Смоленская губерния — 30 июня [12 июля] 1855, Севастополь) — русский флотоводец, адмирал (27.03.1855). Герой Наваринского сражения, Георгиевский кавалер. Командующий эскадрой Черноморского флота. Руководил ходом Синопского сражения приведшего к разгрому турецкого флота. Руководитель обороны Севастополя в Крымскую войну. Смертельно ранен на Малаховом кургане. Брат С. С. Нахимова.

## Биография
Павел Степанович Нахимов родился 5 июля 1802 года в сельце Городке Спас-Волжинской волости Вяземского уезда Смоленской губернии. Был седьмым из 11 детей небогатого помещика, секунд-майора — Степана Михайловича Нахимова и Феодосии Ивановны Нахимовой (в девичестве Козловская). Кроме Павла, его родители имели ещё четырёх сыновей — Николая, Платона, Ивана и Сергея. Все братья Нахимовы были профессиональными моряками.
Принят в Морской кадетский корпус гардемарином 3 мая 1815 года. Ходил в плавания на бригах «Симеон и Анна» и «Феникс». С мая по сентябрь 1817 года в числе немногих лучших учеников, назначенных на бриг «Феникс» по воле Государя, вместе с другими кадетами, в числе которых были В. И. Даль, П. М. Новосильский и А. П. Рыкачёв, заходил в Стокгольм, Копенгаген, Карлскруну. Окончил курс корпуса в 1818 году, шестым в своём выпуске.
9 февраля 1818 года, был произведён в мичманы и зачислен на службу во 2-й флотский экипаж, служил в Петербурге. В 1820 году ходил по Балтике на тендере «Янус». В 1821 году был отправлен в Архангельск, в команду строившегося там корабля, но вскоре был вызван обратно.
По возвращении в Санкт-Петербург был назначен на фрегат «Крейсер», предназначавшийся вместе с 20-пушечным шлюпом «Ладога» в кругосветное плавание, состоявшееся в 1822—1825 годах. Начальником экспедиции и командиром «Крейсера» был капитан 2-го ранга М. П. Лазарев. Во время плавания, 23 марта 1823 года, был произведён в лейтенанты. По окончании экспедиции награждён орденом Святого Владимира 4-й степени.
После окончания кругосветного плавания в 1825 году был назначен в экипаж строившегося в Архангельске 74-пушечного линейного корабля «Азов», командиром которого стал М. П. Лазарев. В 1826 году «Азов» переведён на Балтику. В 1827 году Нахимов отличился в Наваринском сражении. Он командовал батареей на линейном корабле «Азов» — флагманском корабле эскадры адмирала Л. П. Гейдена. За отличие в сражении 21 декабря награждён орденом Святого Георгия 4-го класса, греческим орденом Спасителя и произведён в капитан-лейтенанты (14.12.1827).
Во время русско-турецкой войны 1828—1829 годов командовал корветом «Наварин», трофейным турецким кораблём, носившем ранее имя «Нессабиз Сабах» (вступил в командование в 1829 году). В составе русской эскадры блокировал Дарданеллы. С 1830 года, по возвращении в Кронштадт, продолжил командовать «Навариным», неся службу на Балтике.
В 1832 году назначен командиром фрегата «Паллада».
С января 1834 года служил на Черноморском флоте, назначен командиром 41-го флотского экипажа.
30 августа 1834 года произведён в капитаны 2-го ранга.
В 1836 году получил под командование строившийся линейный корабль «Силистрия».
6 декабря 1837 года получил чин капитана 1-го ранга.
13 сентября 1845 года произведён в контр-адмиралы и назначен командиром 1-й бригады 4-й флотской дивизии кораблей.
30 марта 1852 года назначен командующим 5-й флотской дивизией.
2 октября 1852 года произведён в вице-адмиралы.

### Крымская война

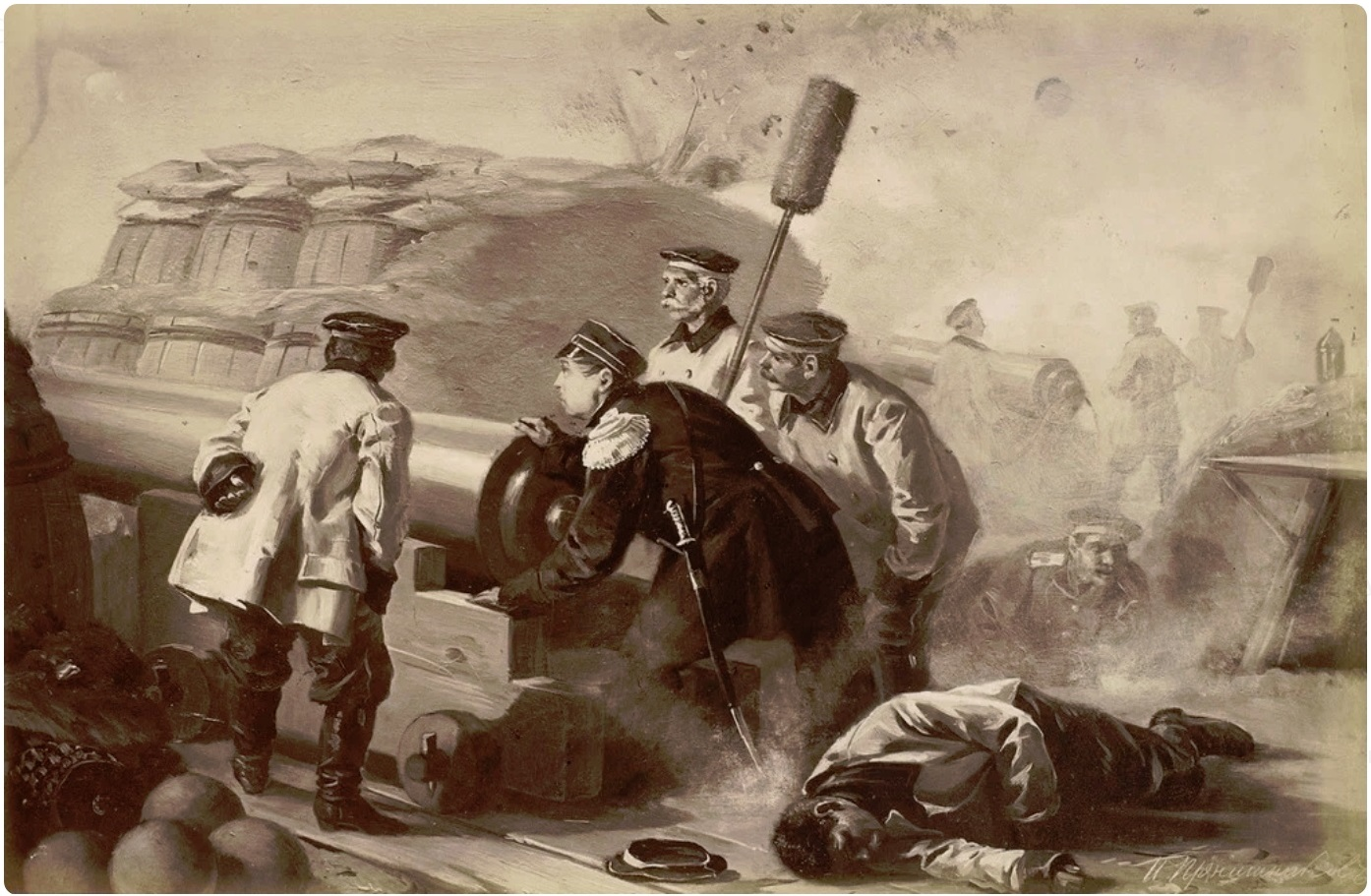
Репродукция картины И. М. Прянишникова «Адмирал Нахимов на севастопольском бастионе». Военная энциклопедия Сытина, статья s:ВЭ/ВТ/Нахимов, Павел Степанович, 1914

Во время Крымской войны, командуя эскадрой Черноморского флота, Нахимов в штормовую погоду обнаружил и заблокировал главные силы турецкого флота в Синопе, и, умело проведя всю операцию, 18 (30) ноября разгромил их в Синопском сражении 1853 года.
Высочайшая грамота
Нашему Вице-Адмиралу, Начальнику 5-й Флотской дивизии, Нахимову
Истреблением турецкой эскадры при Синопе вы украсили летопись Русского флота новой победой, которая навсегда останется памятной в морской истории
Статут военного ордена Святого Великомученика и Победоносца Георгия указывает награду за ваш подвиг. Исполняя с истинной радостью постановление статута, жалуем Вас кавалером Святаго Георгия второй степени большого креста, пребывая к вам Императорскою милостию Нашею благосклонны
На подлинной Собственною Его Императорского Величества рукою написано:
Николай

С-Петербург, 28-го ноября 1853 года

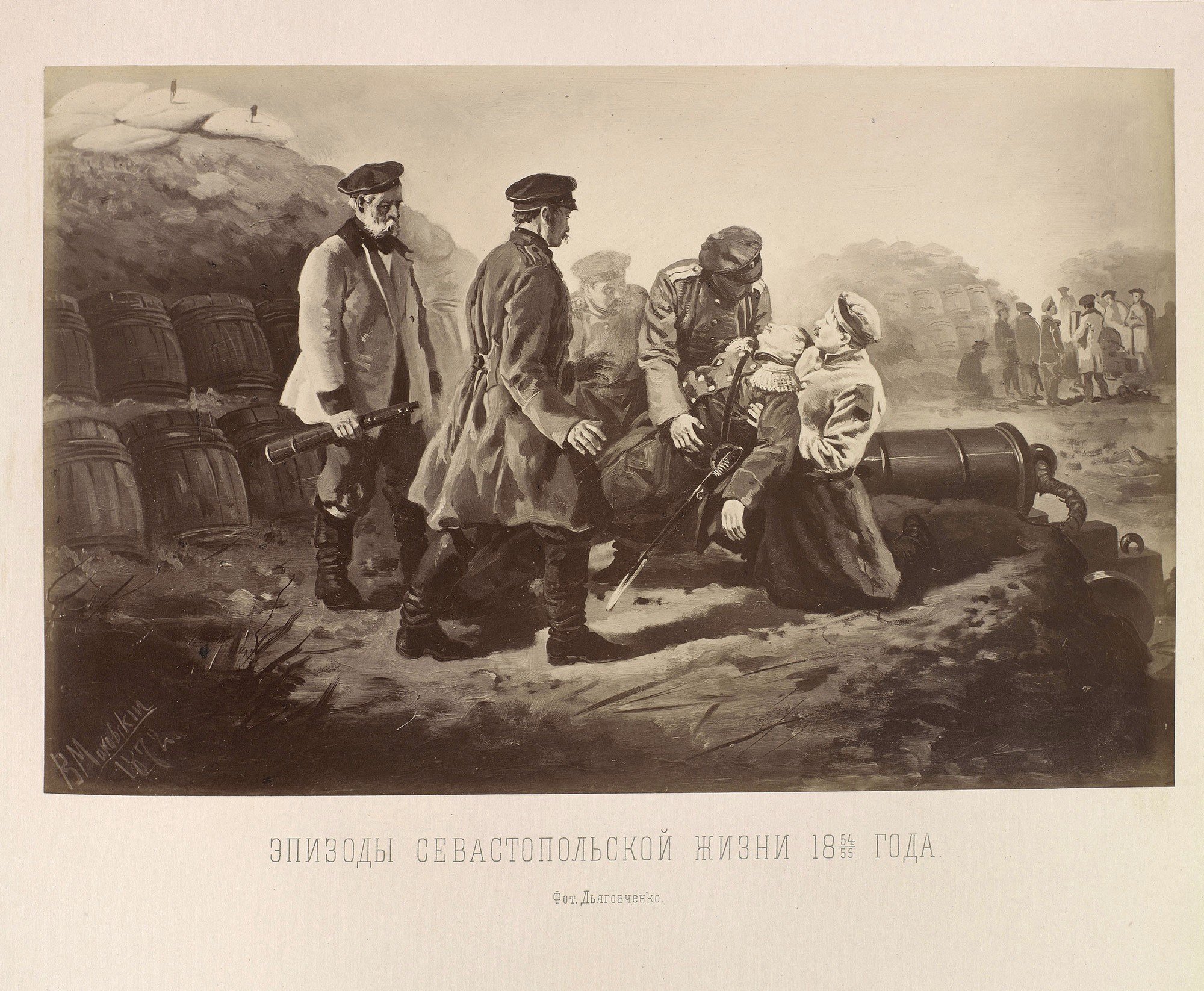
Гибель Нахимова

25 февраля (9 марта) 1855 года назначен командиром Севастопольского порта и временным военным губернатором города. 27 марта (8 апреля) 1855 года произведён в адмиралы. Энергично руководил обороной города. Пользовался величайшим нравственным влиянием на солдат и матросов, звавших его «отцом-благодетелем».
28 июня (10 июля) 1855 года, во время одного из объездов передовых укреплений, был смертельно ранен пулей в голову на Малаховом кургане. Скончался 30 июня (12 июля) 1855 года. Похоронен в склепе Владимирского собора в Севастополе.

### Похороны и перезахоронение
Крымский историк В. П. Дюличев такими словами описывает похороны Нахимова:

От дома до самой церкви стояли в два ряда защитники Севастополя, взяв ружья в караул. Огромная толпа сопровождала прах героя. Никто не боялся ни вражеской картечи, ни артиллерийского обстрела. Да и не стреляли ни французы, ни англичане. Лазутчики безусловно доложили им, в чём дело. В те времена умели ценить отвагу и благородное рвение, хотя бы и со стороны противника.
Грянула военная музыка полный поход, грянули прощальные салюты пушек, корабли приспустили флаги до середины мачт.
И вдруг кто-то заметил: флаги ползут и на кораблях противников! А другой, выхватив подзорную трубу из рук замешкавшегося матроса, увидел: офицеры-англичане, сбившись в кучу на палубе, сняли фуражки, склонили головы…

В то же время в период, когда Севастополь был захвачен союзниками, крышки гробов адмиралов были проломлены мародёрами, которые похитили золотые эполеты с их мундиров, о чём свидетельствует «Акт о глумлении англо-французских захватчиков над могилами русских адмиралов М. П. Лазарева, В. А. Корнилова, П. С. Нахимова, В. И. Истомина», датированный 23 апреля (11 апреля ст.ст.) 1858 года, составленный по результатам осмотра усыпальницы адмиралов.
В XX веке усыпальница адмиралов, уже как «споспешников царского режима», вновь оказалась взломана и засыпана мусором, и наконец в 1992 году состоялось перезахоронение останков:

Останки адмиралов, помещённые в гробы, накрытые Андреевским флагом, из Оборонительной башни Малахова кургана по Аполлоновой балке офицеры доставили на стоящий у пристани тральщик. Корабль с приспущенным флагом проследовал мимо кораблей, которые отдавали русским адмиралам почести и салютовали. Останки адмиралов были доставлены во Владимирский собор, где и были захоронены. Весь Севастополь вышел на улицы, тысячи севастопольцев сопровождали кортеж с останками адмиралов.

## Награды
Российские:
- 1825, 1 сентября — Орден Святого Владимира 4-й степени. За плавание на фрегате «Крейсер».
- 1827, 21 декабря — Орден Святого Георгия 4-й степени. За отличие, проявленное в Наваринском сражении.
- 1830, 1 июля — Орден Святой Анны 2-й степени.
- 1837, 22 сентября — Императорская корона к ордену Святой Анны 2-й степени. За отлично усердную и ревностную службу.
- 1842, 18 апреля — Орден Святого Владимира 3-й степени. За отлично усердную и ревностную службу.
- 1846, 20 августа — Знак отличия беспорочной службы за XXV лет.
- 1847, 6 декабря — Орден Святого Станислава 1-й степени.
- 1849, 21 декабря — Орден Святой Анны 1-й степени.
- 1851, 23 июня — Императорская корона к ордену Святой Анны 1-й степени.
- 1853 — Орден Святого Владимира 2-й степени. За успешную переброску 13-й дивизии.
- 1853, 28 ноября — Орден Святого Георгия 2-й степени. За победу при Синопе.
- 1855, 11 января — Орден Белого орла. За отличие при обороне Севастополя.

Иностранные (за Наваринское сражение):
- Британский орден Бани (1827).
- Французский орден Святого Людовика (1827).
- Греческий орден Спасителя (1827).

## Память

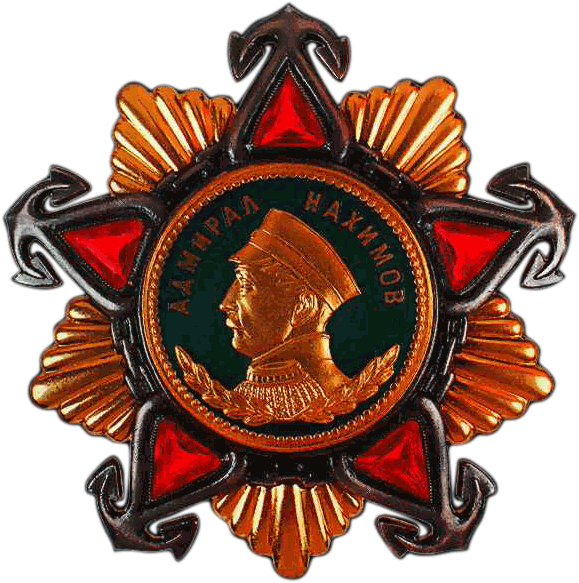
Орден Нахимова 1-й степени

- В 1902 году в Севастополе торжественно отмечали 100-летний юбилей адмирала П. С. Нахимова, о котором писали в пяти номерах газеты «Крымский вестник»: « Праздник из официального мероприятия вылился в народное гуляние. С большой помпезностью был украшен город, а особенно площадь и памятник П. С. Нахимову. На углу, у Морского собрания и Приморского бульвара на высоких столбах, среди многочисленных флагов развевался один громадный флаг белого цвета. На нем была вышита буква „Н“, а вверху из георгиевских лент сделан бант с цифрами „1802—1902“. Такой же флаг венчал начало Нахимовского проспекта у часовни Святого Николая. Праздничная программа была рассчитана на три дня, о чём извещал севастопольский градоначальник Николай Николаевич Хвостов. Первый день празднования пришёлся на субботу, 22 июня. В храме Святого Владимира в 10 часов утра началась торжественная заупокойная литургия по адмиралу Нахимову, которую совершил защитник Севастополя протоиерей отец Сокальский, бывший священник Белостокского полка со всем духовенством, на могиле адмирала в нижнем храме. На богослужении и панихиде присутствовали: главный командир вице-адмирал С. П. Тыртов, градоначальник генерал-майор Николай Николаевич Хвостов, начальник 13-й пехотной дивизии генерал-лейтенант К. В. Церпицкий, бывший комендант севастопольской крепости генерал артиллерии М. И. Пивоваров, начальник учебного отряда Черноморского флота контр-адмирал М. А. Зелёный, и. о. начальника штаба Черноморского флота контр-адмирал В. Я. Баль, командир над портом контр-адмирал М. О. Лощавский, начальник при постовой артиллерии генерал-майор Шевдюк, командир 1 бригады 13-й пехотной дивизии граф Сологуб, командиры судов, экипажей и отдельных частей местного гарнизона, городской голова, гласные думы, кадеты 1-го петербургского кадетского корпуса во главе с директором полковником Голдобиновым, воспитанницы женской гимназии, чины морского ведомства и севастопольского гарнизона с семьями, а также оставшиеся в живых участники севастопольской обороны и Синопского сражения, среди которых был участник этого сражения вице-адмирал И. О. Де-Фабр…»
- Во время Великой Отечественной войны были созданы военно-морские Нахимовские училища. В 1944 году Президиумом Верховного Совета СССР были учреждены ордена Нахимова 1-й и 2-й степени, а также — медаль Нахимова.
- В 1952 году имя П. С. Нахимова присвоено Черноморскому высшему военно-морскому училищу.
- Озеро Нахимовское в Выборгском районе Ленинградской области.
- Нахимовское (Смоленская область) — село переименовано в 1952 году в честь 150-летия со дня рождения П. С. Нахимова. В бывшем селе Волочёк Сычевского уезда (ныне Холм — Жирковский район Смоленской области) находилось имение крестного отца и родного дяди адмирала, в связи с этим и произошло переименование этого села.
- 5 июля 2002 года в день 200-летия П. С. Нахимова Администрацией Смоленской области был учрежден Всероссийский Нахимовский праздник, центром которого является музей П. С. Нахимова.
- Именем П. С. Нахимова в Санкт-Петербурге, Новосибирске, Омске, Нижнем Новгороде, Калининграде[8],Владивостоке, Томске, Смоленске, Астрахани, Йошкар-Оле, Загорянском, Фрязино, Феодосии, Ялте, Северодвинске, Киеве, Конотопе, Сумах, Перми, Измаиле, Мурманске, Рязани, Минске и Баку[9] названы улицы, в Москве и Мариуполе — проспекты, в Находке — улица Нахимовская, в Севастополе — проспект и площадь, в Одессе и Орле — переулок. Самая длинная улица правого берега города Кемерово также носит имя адмирала.

- 7 сентября 2010 года Указом Президента Российской Федерации № 1099 «О мерах по совершенствованию государственной наградной системы Российской Федерации» были утверждены статут, рисунок и официальное описание государственной награды Российской Федерации — ордена Нахимова.

### Памятники
- В 1898 году открыт первый в России памятник П. С. Нахимову в Севастополе у Графской пристани (работы Шредера и Бильдерлинга), снесённый в 1928 году в соответствии с декретом Совнаркома «О снятии памятников, воздвигнутых в честь царей и их слуг, и выработке проектов памятников Российской Социалистической революции»[10] (имевшее место в советской литературе утверждение, что памятник был разрушен гитлеровцами в период оккупации Севастополя, неверно — на пьедестале памятника Нахимову в начале 1930-х был установлен памятник Ленину, и уже этот памятник был уничтожен в 1942—1943 гг.).
- В 1959 году в Севастополе заново воздвигнут памятник адмиралу Нахимову работы скульптора Н. В. Томского (бронза, гранит).
- 5 июля 1992 года открыт бюст П. С. Нахимову на его родине в Вязьме Смоленской области.
- В период с 2005 по 2012 год в Москве установили три памятника адмиралу.
- Бронзовый бюст П. С. Нахимова (в числе нескольких бюстов российских адмиралов) установлен на улице Адмиральской в Николаеве (Украина).
- 5 июля 2012 года открыт памятник в Санкт-Петербурге, на улице Нахимова, в сквере «Малые Гаванцы», возле гостиницы «Прибалтийская».
- В 2013 году в Ейске (Краснодарский край) установлен бронзовый бюст адмиралу П. С. Нахимову.
- В 2017 году в Санкт-Петербурге по инициативе барона Константина фон Босснера у Нахимовского училища установлен памятник П. С. Нихимову[11].
- В 2017 году в Мурманске у входа в Нахимовское военно-морское училище установлен памятник П. С. Нахимову.
- 27 января 2019 года в посёлке Мелехово Ковровского района Владимирской области на мемориальном комплексе «Аллея Мужества» состоялось торжественное открытие бюста легендарного адмирала П. С. Нахимова.
- В апреле 2021 года на территории филиала Нахимовского военно-морского училища в Калининграде открыт памятник П. С. Нахимову[12].

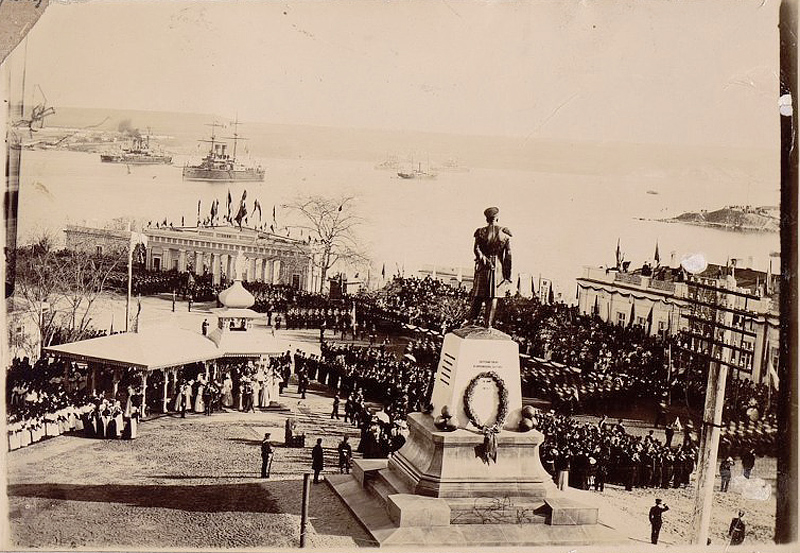
Севастополь. Открытие памятника Нахимову в 1898 г.
Памятник П. С. Нахимову в Севастополе
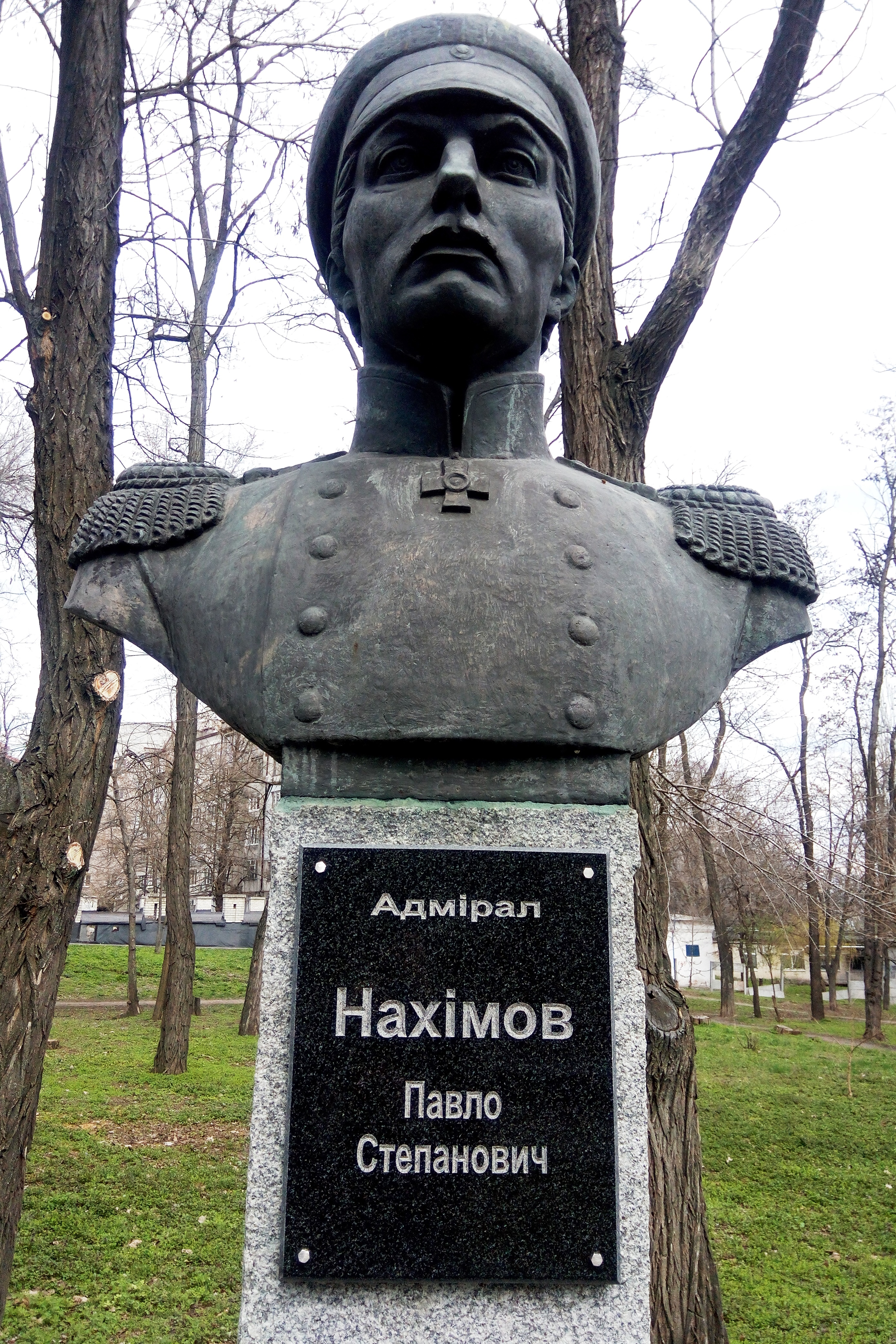
Бюст П. С. Нахимова на аллее Севастопольского парка в Днепре
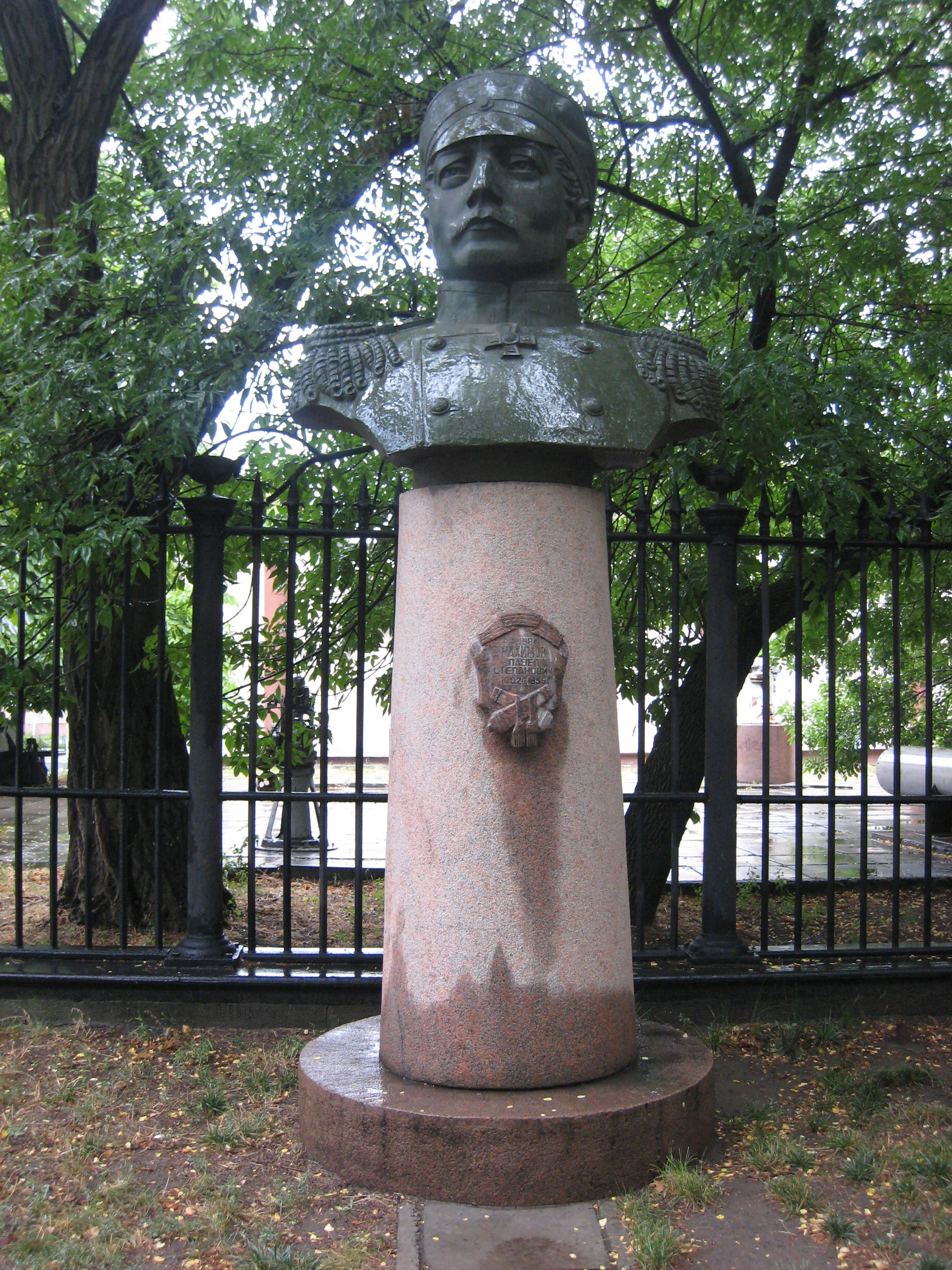
Бюст Нахимова, установленный возле Музея судостроения и флота в Николаеве.

### Корабли
Имя Нахимова в разное время носили различные военные корабли и гражданские суда.
- «Нахимов» — российский грузовой пароход (затонул 1897).
- «Адмирал Нахимов» — российский броненосный крейсер (погиб в Цусимском сражении 1905).
- «Червона Украина» — бывший «Адмирал Нахимов», лёгкий крейсер типа «Светлана» (погиб 13 ноября 1941 года в Севастополе).
- «Адмирал Нахимов» — советский крейсер класса «Свердлов» (списан в 1961).
- «Адмирал Нахимов» — бывший «Берлин III», советское пассажирское судно (затонуло 31 августа 1986 года в Цемесской бухте).
- «Адмирал Нахимов» — советский большой противолодочный корабль (списан в 1991).
- «Адмирал Нахимов» — бывший «Калинин», атомный ракетный крейсер проекта 1144 (на модернизации).

### Музеи
- Музей П. С. Нахимова на родине адмирала в Хмелите, Смоленская область.
- Молодёжный центр-музей имени Адмирала Нахимова в Смоленске

### Художественный образ
В романе-эпопее С. Н. Сергеева-Ценского «Севастопольская страда» (1939) подчёркнут образ адмирала Нахимова как народного героя, талантливого полководца, выделяющегося демократизмом и пользующегося ответной сыновней любовью рядовых матросов. Книга использовалась в методической партийной работе во флоте.
После «Севастопольской страды» С. Н. Сергеев-Ценский написал историческую повесть «Синопский бой» (1941), главным персонажем которой выступает П. С. Нахимов.
Пьеса И. В. Луковского «Адмирал Нахимов» (1939) неоднократно ставилась в театре и позже была переработана автором в историческую повесть. В этом сюжете Нахимов вновь отличается как демократичностью, так и политической дальновидностью, предстаёт прогрессивным, требовательным к себе и подчинённым руководителем.
На основе пьесы в 1946 году режиссёр Всеволод Пудовкин снял историко-биографический художественный фильм «Адмирал Нахимов», сыгравший огромную роль в прославлении среди советского народа П. С. Нахимова как величайшего русского флотоводца, героя Синопа и Севастополя. Роль Нахимова исполнил актёр Алексей Дикий (за эту работу получивший 
Сталинскую премию I степени и ставший лауреатом Венецианского кинофестиваля в номинации «Лучший актёр»). В 1947 году Дикий ещё раз исполнил роль адмирала в фильме «Пирогов».

#### В нумизматике
- В 1992 году Банк России выпустил:
  - монету из медно-никелевого сплава качеством БА номиналом 1 рубль, посвящённую 190-летию со дня рождения П. С. Нахимова.
  - монету из медно-никелевого сплава качеством Пруф-лайк номиналом 1 рубль, посвящённую 190-летию со дня рождения П. С. Нахимова.
- В 2002 году Банк России выпустил:
  - монету из серебра номиналом 3 рубля, посвящённую 200-летию со дня рождения П. С. Нахимова.
  - монету из серебра номиналом 25 рублей, посвящённую 200-летию со дня рождения П. С. Нахимова.
  - монету из золота номиналом 50 рублей, посвящённую 200-летию со дня рождения П. С. Нахимова.

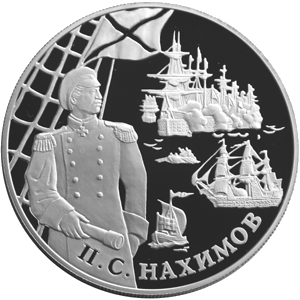
Памятная монета Банка России, посвящённая 200-летию со дня рождения П. С. Нахимова. 25 рублей, серебро, 2002 год
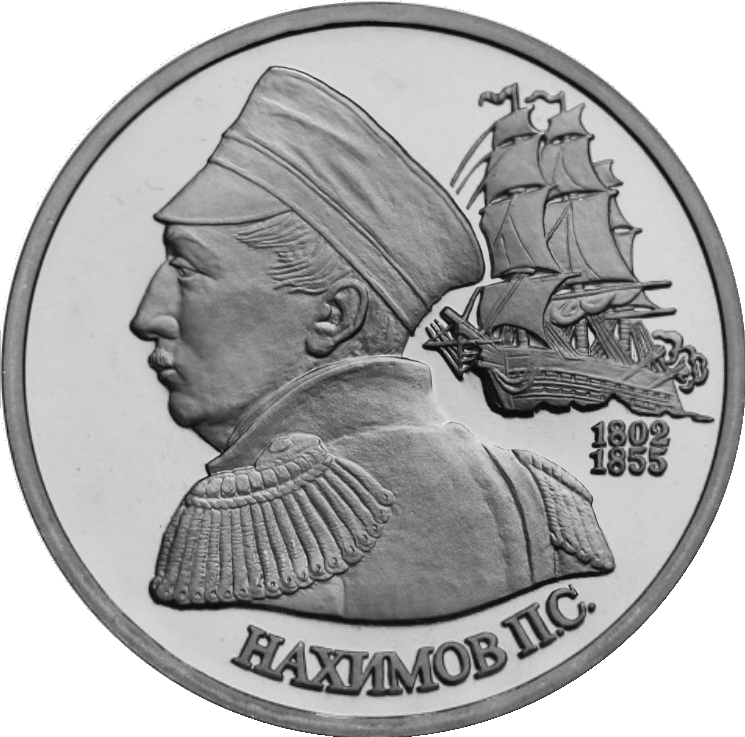
Банк России, 1992 г. Флотоводец П.С. Нахимов, к 190-летию со дня рождения.
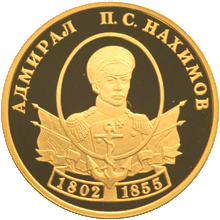
Банк России, 2002 г.
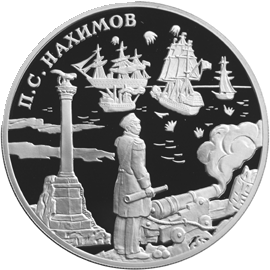
Банк России, 2002 г.

#### В филателии

Почтовые марки СССР и России
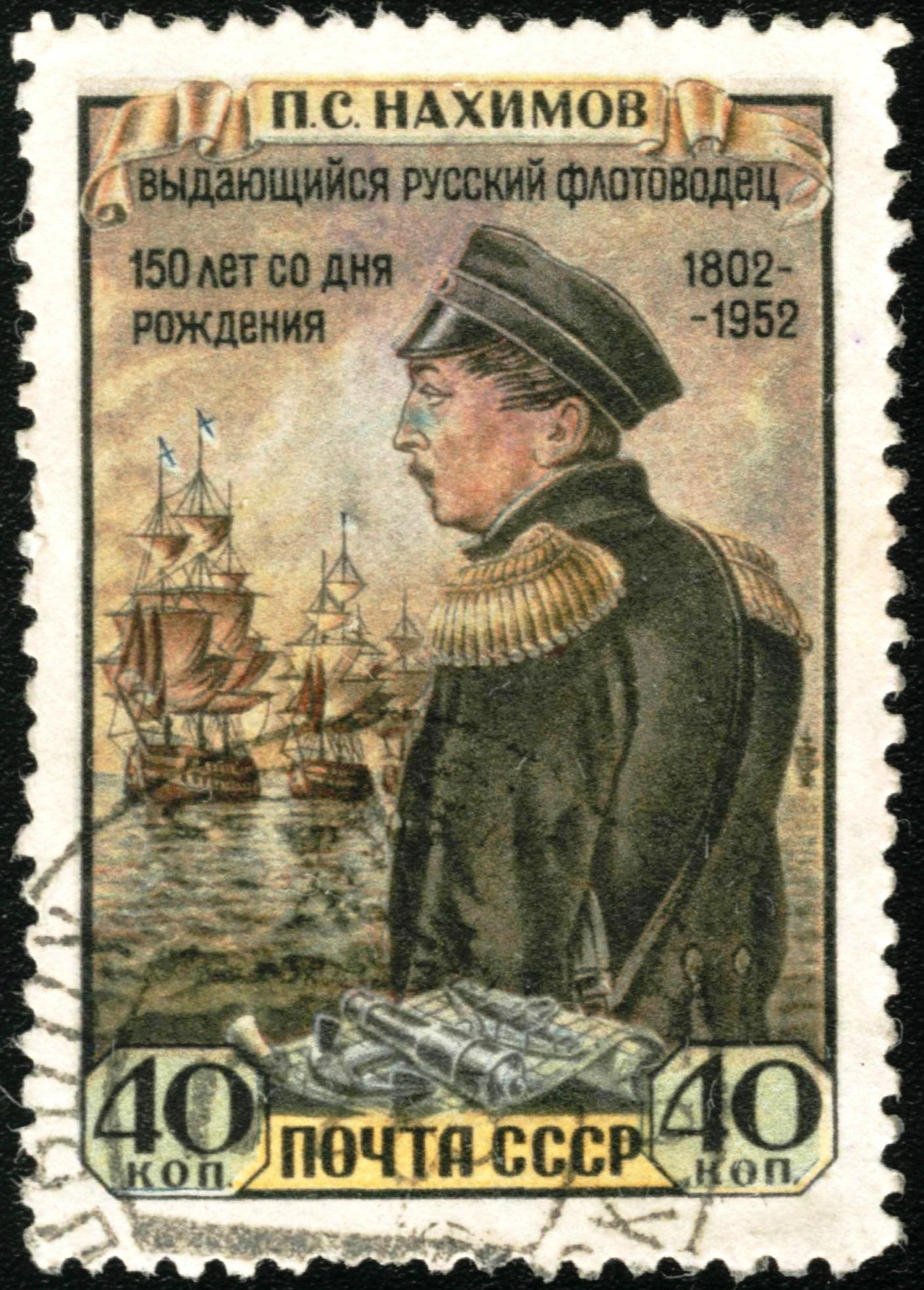
Почтовая марка СССР 1952 год: 150 лет со дня рождения
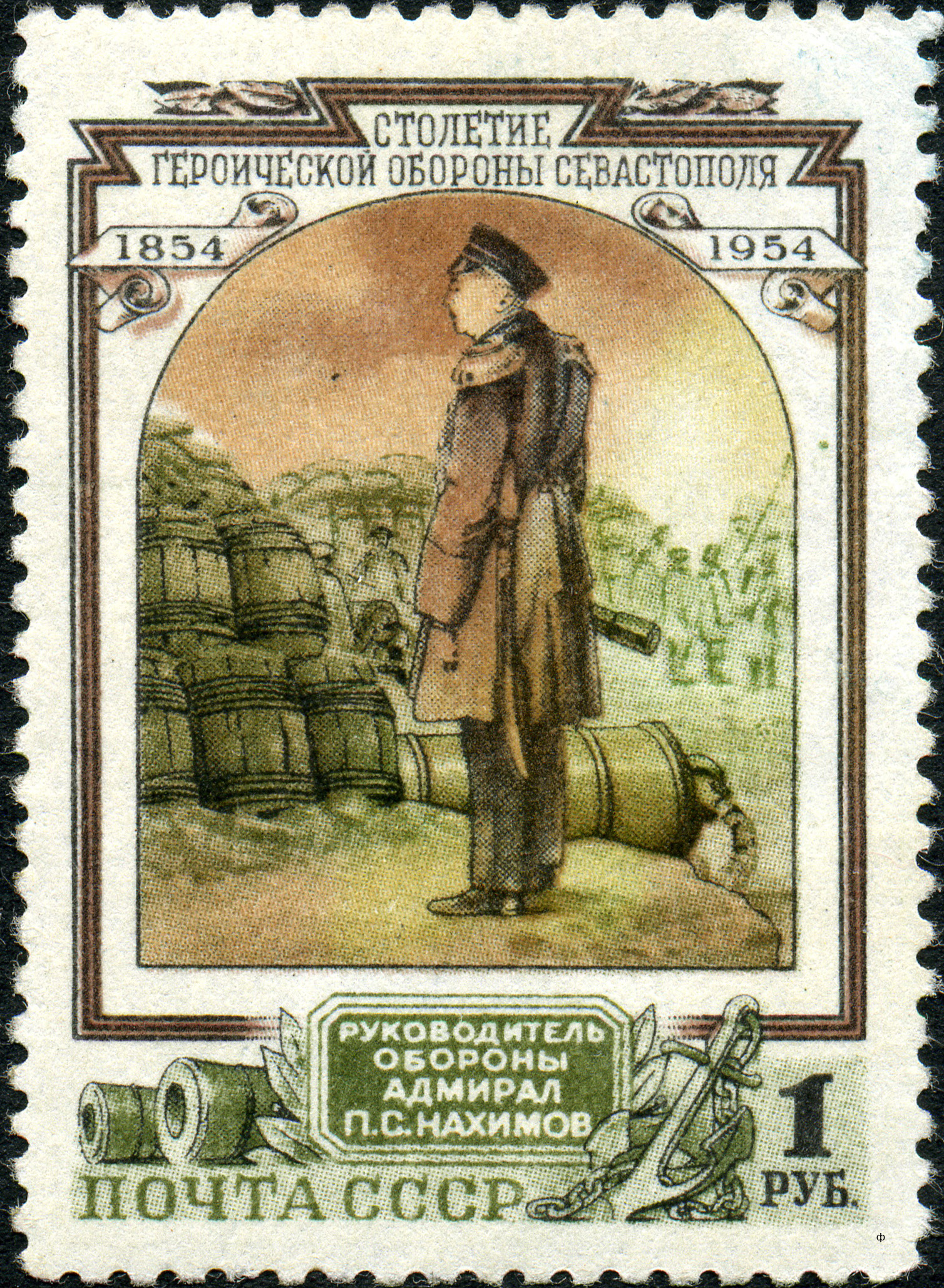
Почтовая марка СССР, 1954 год
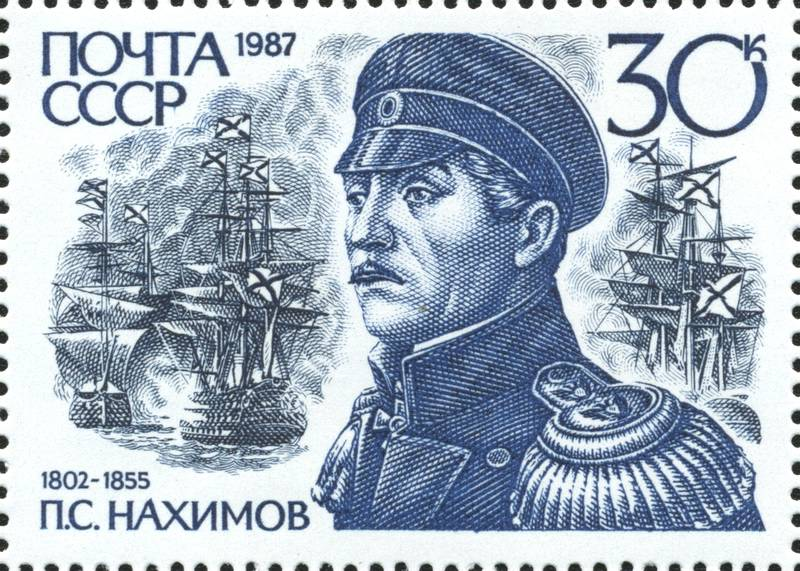
Почтовая марка СССР, 1987 год
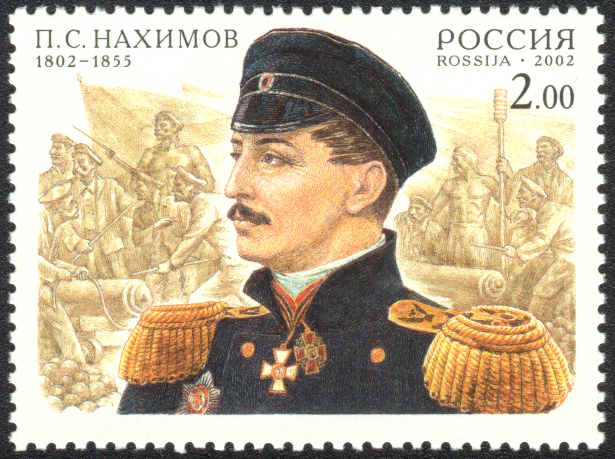
Почтовая марка России, 2002 год
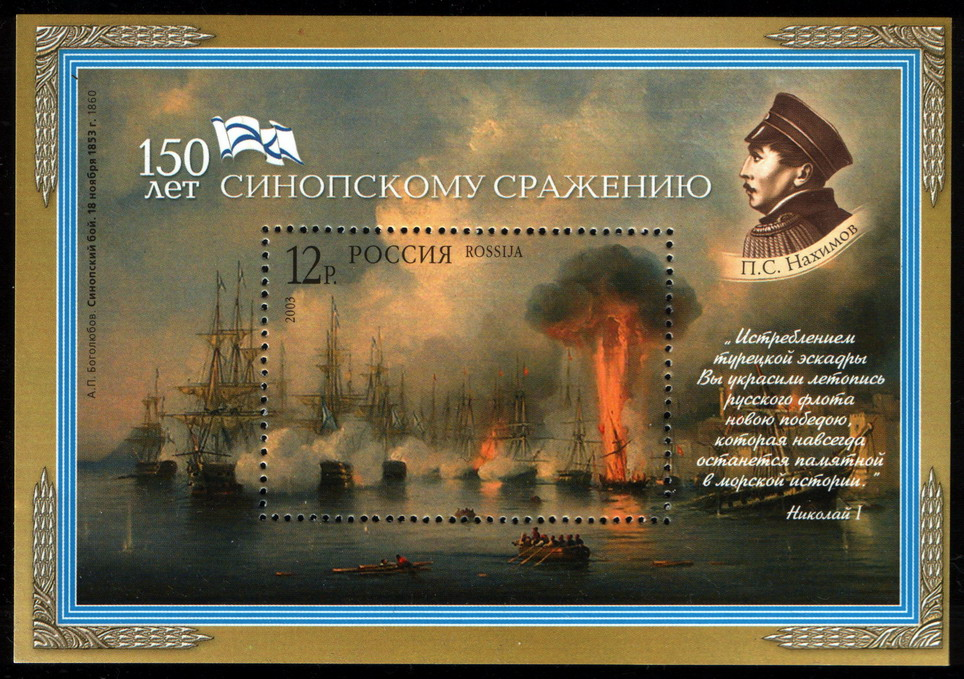
Почтовый блок России, 2003 год